# Jeruzalem (Ljutomer)
Jeruzalem is een plaats in Slovenië en maakt deel uit van de gemeente Ljutomer in de NUTS-3-regio Pomurska. De plaats telde 32 inwoners op 1 januari 2020. Het dorpje heeft een 17e-eeuwse kerk die in de 18e eeuw werd uitgebreid. In de omgeving worden druiven verbouwd voor de productie van witte wijn.